# Pee-wee's Big Holiday
Pee-wee's Big Holiday è un film del 2016 diretto da John Lee.
Commedia statunitense sceneggiata da Paul Reubens e Paul Rust, che vede il ritorno al cinema del personaggio di Pee-wee Herman. È stata distribuita esclusivamente su Netflix a partire dal 18 marzo 2016.

## Trama
Pee-wee Herman abita nella piccola cittadina di Fairville e lavora come cuoco presso il Dan's Diner, dove è benvoluto da tutti i locali e apprezzato per la sua cucina. Un giorno entra nel locale l'attore Joe Manganiello, che convince Pee-wee a lasciare Fairville per la prima volta nella sua vita, per andare a New York alla sua festa di compleanno.
Poco tempo dopo aver lasciato Fairville, Pee-wee incontra tre donne in fuga e, presumendo che possano essere tre ragazze indifese in pericolo, si offre di dare loro un passaggio nella sua Fiat 600. Si scopre che le tre donne sono in realtà delle rapinatrici di banche inseguite dalla polizia, che finiscono per rubargli l'auto. Allora Pee-wee si fa dare un passaggio da un commesso viaggiatore di nome Gordon, che lo porta a visitare uno strano allevamento di serpenti.
Pee-wee tenta di fare l'autostop ma nessuno si ferma, così cerca rifugio per la notte in una fattoria isolata di proprietà del fattore Brown, che gli permette di passare lì la nottata. Brown presenta a Pee-wee le sue nove figlie,tutte piuttosto in carne,le ragazze si mettono in competizione tra loro per avere l'interesse romantico di Pee-wee. Il mattino dopo, il fattore decide che Pee-wee dovrà sposare una delle sue figlie. Durante la cerimonia nuziale Pee-wee se la svigna travestito da cowboy. Poi accetta un passaggio da parte di tre parrucchiere afroamericane che si stanno recando a un concorso per la migliore acconciatura. Pee-wee realizza di essere ancora  molto lontano da New York, ma le parrucchiere lo incitano a non demordere.
Al concorso Pee-wee conosce Penny King, una ricca aviatrice in possesso di una macchina volante che gli offre un passaggio a New York. Durante il volo si verifica un'avaria e Pee-wee si lancia dal velivolo con un ombrello come paracadute, atterrando in una foresta dove incontra Grizzly Bear Daniels che promette di mostrargli la via per uscire dai boschi, ma invece lo conduce nella sua caverna.
Pee-wee riesce a fuggire dalla caverna di Grizzly, e raggiunge una comunità Amish, dove intrattiene i locali facendo uscire dell'aria da un palloncino, emettendo suoni acuti e stridenti.
Pee-wee scopre che le tre rapinatrici si nascondono tra gli Amish. Quella notte, quando le ragazze stanno per rubare un cavallo per fuggire, Pee-wee le convince a lasciare un po' di soldi in modo che gli Amish possano comprarne un altro.
Pee-wee e le donne arrivano finalmente a New York dove le rapinatrici vengono arrestate. Pee-wee cade in un pozzo a Central Park mentre si sta recando al compleanno di Joe. Joe crede che l'amico abbia rinunciato a venire alla sua festa, e malinconico accende la televisione sintonizzandosi sul notiziario locale. Lì apprende la notizia della caduta di Pee-wee nel pozzo e si precipita sul posto per salvarlo. Una volta salvo, Pee-wee chiede a Joe cosa ne è stato del party, e Joe risponde: "Pee-wee, noi siamo il party", e poi gli mostra un grande plastico della città di Fairville in miniatura da lui costruito. I due si scambiano i braccialetti dell'amicizia.
Pee-Wee torna al suo lavoro di cuoco al Dan's Diner, dove racconta le avventure passate durante il viaggio ai suoi amici. Joe compare a Fairville e fa guidare la propria moto a Pee-wee. I due se ne vanno via insieme.

## Produzione
Nel corso degli anni, Reubens parlò spesso di due copioni che aveva scritto per dei film futuri di Pee-wee Herman. Il primo, da lui chiamato The Pee-wee Herman Story, lo descrisse una commedia nera. Egli si riferiva alla sceneggiatura come "dark Pee-wee" o "Pee-wee adulto", con la trama che raccontava di Pee-wee diventato famoso come cantante dopo aver registrato un singolo di successo, che andava a Hollywood e si "trasforma in un grosso idiota". Tuttavia, nel 2006 Reubens decise di accantonare questo progetto, e annunciò invece che avrebbe cominciato a breve le riprese del secondo copione.
La seconda sceneggiatura, una storia d'avventura per famiglie intitolata Pee-wee's Playhouse: The Movie, seguiva le gesta di Pee-wee e dei suoi amici in un'avventura on the road con destinazione "Puppetland". Tutti i personaggi originali dello show, live-action e pupazzi, erano inclusi nella sceneggiatura di Reubens. La storia era ambientata in un mondo di fantasia. Nel gennaio 2009, Reubens disse a Gary Panter che la prima versione rifiutata del copione di Pee-wee's Big Adventure (scritto insieme a lui) avrebbe potuto ottenere un contratto cinematografico molto presto, e sarebbe stato un film di "90 minuti di incredibile bellezza". Nel dicembre 2009, Reubens dichiarò che il film era praticamente quasi finito, il copione scritto e pronto per l'inizio delle riprese. Anche questa volta, il progetto si arenò.
Nel giugno 2010, fu annunciato che Paul Reubens stava lavorando con Judd Apatow alla sceneggiatura di un nuovo film di Pee-wee Herman.
Il 24 febbraio 2015, Netflix annunciò che il titolo del film sarebbe stato Pee-wee's Big Holiday e che sarebbe stato diretto da John Lee. L'11 marzo Tara Buck si unì al cast del film. Le riprese cominciarono il 16 marzo 2015. Nell'aprile 2015, anche Joe Manganiello e Jessica Pohly si unirono al cast.

## Distribuzione
Il 22 dicembre 2014 venne annunciato che il film sarebbe stato distribuito esclusivamente su Netflix. Nel luglio 2015, Netflix annuncia l'uscita del film per marzo 2016.

## Accoglienza
Pee-wee's Big Holiday ha ricevuto recensioni positive da parte della critica. Sul sito web aggregatore di recensioni Rotten Tomatoes, il film ha un indice di gradimento pari a 80%, basato su 46 recensioni da parte di critici professionisti, con un punteggio totale di 6.9/10. Il commento critico del sito recita: "La semplice storia non è molto divertente, ma è piena di dolci stranezze per i fan di Pee-wee Herman". Su Metacritic, il film ha un punteggio di 63 su 100, basato su 19 recensioni, indicante un "giudizio generalmente favorevole".

### Interpretazioni
Sin dalla sua uscita, il film ha generato alcune interpretazioni circa il sottotesto "omosessuale" sottinteso nella relazione tra i due personaggi protagonisti.
Il critico di Forbes, David Alm fece notare che le premesse del film sono "sovversive", scrivendo nella sua recensione come “Mentre la storia è apparentemente normale, il sottotesto non lo è affatto, e questo non è un normale film sull'amicizia. […] [Manganiello] viene presentato non solo come lo straniero che giunge in città, ma anche come un muscoloso motociclista, un duro in maglietta attillata in grado di azionare un jukebox con un pugno. [...] Noi ridiamo, ma Pee-wee gongola estasiato dalla visione. Su un livello, sono amici; su un altro, si stanno innamorando".
Il giornalista di Slate.com Outward, Paul H. Johnson descrisse le dinamiche tra i due personaggi principali come “una sorta di tenero flirt” aggiungendo che “sebbene Pee-wee può sembrare asessuato e infantile, il suo affetto per Manganiello può essere descritto solo come una "cotta". Il sogno di Pee-wee di duellare con Manganiello usando lance da cavaliere colorate con i colori dell'arcobaleno, e lo scambio dei braccialetti dell'amicizia nel finale del film quando i due sono stipati insieme nella casetta sull'albero, questo è l'amore nel mondo fanciullesco, ma comunque allusivo, di Pee-wee".
Louis Peitzman di Buzzfeed si spinse oltre lodando il film come “una storia d'amore gay” dichiarando che definire Pee-wee e Joe "semplici amici" era una soluzione eufemistica per una relazione lasciata deliberatamente vaga ma innegabilmente gay, come minimo.
Il contributore di Salon.com e Rolling Stone, Nico Lang, cita le interpretazioni degli altri colleghi e aggiunge: “[Pee-wee] è allo stesso tempo asessuato e incredibilmente gay. E per risolvere questo conflitto interiore in Big Holiday, il personaggio fa qualcosa di molto più speciale che fare outing: egli risolve il proprio conflitto d'identità trovando la felicità secondo i propri termini. […] Herman non deve per forza fare sesso con un altro uomo per essere meravigliosamente, stupendamente gay".